# Chey Dunkley
Cheyenne Armani Keanu Roma Dunkley, né le 13 février 1992 à Wolverhampton, est un footballeur anglais qui évolue au poste de défenseur avec le club de Chesterfield FC.

## Biographie

### En club
Le 16 août 2012, il quitte Hednesford Town et rejoint Kidderminster Harriers, les deux clubs ont convenu un montant initial de 5 000 £ pour le joueur, pour deux ans de contrat.
En novembre 2014, il rejoint en prêt jusqu'en janvier 2015 puis ensuite une vue d'un transfert permanent en janvier Oxford United ,.
Le 5 juin 2017, il rejoint le club de Wigan Athletic où il a signé un contrat de trois ans,. Lors de la saison 2017-2018, il inscrit sept buts en League One avec cette équipe, remportant par la même occasion le titre de champion.
En août 2020, il rejoint le club Sheffield Wednesday pour un contrat à durée indéterminée,.
Le 28 juin 2022, il rejoint Shrewsbury Town pour un contrat de deux ans, avec une option pour 12 mois supplémentaires. Il quitte le club en juin 2024 pour un autre club anglais.
En juillet 2024, il rejoint Chesterfield FC, qui évolue en League Two, pour un contrat de trois ans,.

## Palmarès
- Champion d'Angleterre de League One (troisième division) en 2018 avec Wigan Athletic
- Vice-champion d'Angleterre de League Two (quatrième division) en 2016 avec Oxford United
- Finaliste de l'EFL Trophy en 2016 et 2017 avec Oxford United
- Vice-champion d'Angleterre de National League (cinquième division) en 2013 avec les Kidderminster Harriers